# Polyscias chapelieri
Polyscias chapelieri är en araliaväxtart som först beskrevs av Drake, och fick sitt nu gällande namn av Hermann Harms och René Viguier. Polyscias chapelieri ingår i släktet Polyscias och familjen Araliaceae. Inga underarter finns listade.